# Jaime Bonelli
Jaime Bonelli (Cali, Colombia, 27 de diciembre de 1944 - Quito, Ecuador, 22 de febrero de 2024) fue un guionista, director y actor de teatro, cine y televisión colombiano.

## Trayectoria
Destacado actor colombiano que residió en Ecuador durante cuarenta años, dejó una huella imborrable en el teatro y el cine. Su pasión por el teatro comenzó en la Escuela del Teatro Experimental de Cali (TEC), y desde entonces, dedicó su vida a las artes escénicas. Bonelli es recordado no solo por su talento y dedicación, sino también por su compromiso con la educación teatral, especialmente con los niños. Con su proyecto, el Galpón de las Artes en el Valle de los Chillos, se convirtió en un espacio de creación e intercambio artístico.
En el cine, su participación en "Viejos Malditos" del director Xavier Chávez C. a estrenarse en el 2025, su obra póstuma, la última, demostró su habilidad para llevar personajes complejos a la pantalla.
Su legado perdurará en las múltiples generaciones de actores y artistas que inspiró con su trabajo incansable y su amor por el arte.
Residente en Ecuador desde 1980, país donde desarrolló la mayor parte de su actividad artística, realizó su formación en la Escuela de Teatro Experimental de Cali.
Dirigió el espacio teatral Galpón de las Artes de San Rafael, Pichincha. Fue parte del elenco de la película La Tigra de Camilo Luzuriaga. En televisión participó de diversas producciones como Pasado y Confeso, Historias Personales, Parece que fue ayer, Los Sangurimas y más. Entre sus últimas obras de teatro cuentan las adaptaciones El Quijote y La Celestina.
En 2002, fue galardonado con el Premio Nacional de Cultura del Ministerio de Educación y la Casa de la Cultura Ecuatoriana por su trayectoria.

## Fallecimiento
A mediados de enero de 2024, se conoció mediante a las redes sociales, que Bonelli fue diagnosticado con cáncer de pulmón, perdiendo la vida el 22 de febrero de ese mismo año.

## Obras
Teatro
- Ánimas de día claro (1974, Iquique-Chile)
- Arsénico y encaje antiguo (1975, Iquique-Chile)
- El Avaro (1976, Iquique-Chile)
- la Remolienda(1976, Iquique-Chile)
- Sigue la estrella (1976, Iquique-Chile)
- El Abanderado" (1977, Iquique-Chile)
- Tres noches de un sábado (1978, Iquique-Chile)
- Suspiro y el duende (1978, Iquique-Chile)
- Al Borde de la eternidad" (1979, Iquique-Chile)
- El Hereje
- Los Inocentes
- Madre Coraje
- La ópera de los tres centavos
- El Quijote
- La Celestina

Televisión
- Pasado y Confeso
- Historias Personales
- Libres para Amar (1991)
- Historia de un payaso (1991)
- Canción de Navidad (1991)
- Isabela (1992)
- Ángel o Demonio (1993)
- Los Sangurimas (1994)
- Parece que fue ayer (2011)
- Sé que vienen a matarme (2007)
- El Garañón del Millón (2008)
- Secretos (2013)

Cine
- Tren al cielo (1988)
- La Tigra (1990)
- Venganza Oculta (2021)
- Viejos Malditos (2025)